# Wanzyr błotny
Wanzyr błotny, mangusta błotna (Atilax paludinosus) – gatunek drapieżnego ssaka z podrodziny Herpestinae w obrębie rodziny mangustowatych (Herpestidae).

## Taksonomia
Gatunek po raz pierwszy zgodnie z zasadami nazewnictwa binominalnego opisał w 1829 roku francuski przyrodnik Georges Cuvier, nadając mu nazwę Herpestes paludinosus. Holotyp pochodził z Przylądka Dobrej Nadziei, w Południowej Afryce. Jedyny żyjący współcześnie przedstawiciel rodzaju wanzyr (Atilax).
Autorzy Illustrated Checklist of the Mammals of the World rozpoznają dziesięć podgatunków. Podstawowe dane taksonomiczne podgatunków (oprócz nominatywnego) przedstawia poniższa tabelka:
| Podgatunek           | Oryginalna nazwa                  | Autor i rok opisu           | Miejsce typowe                                                                   |
| -------------------- | --------------------------------- | --------------------------- | -------------------------------------------------------------------------------- |
| A. p. macrodon       | Atilax macrodon                   | J.A. Allen, 1924            | Niapu, północno-wschodni Zair.                                                   |
| A. p. mitis          | Herpestes galera mitis            | O. Thomas, 1903             | Zegi, jezioro Tana, Etiopia.                                                     |
| A. p. mordax         | Mungos paludinosus mordax         | O. Thomas, 1912             | Rzeka Rombashi, na północny zachód od północnego krańca jeziora Niasa, Tanzania. |
| A. p. pluto          | Herpestes pluto                   | Temminck, 1853              | Dabocrom i rzeka Boutry, Ghana.                                                  |
| A. p. robustus       | Athylax robustus                  | J.E. Gray, 1865             | Nil Biały.                                                                       |
| A. p. rubellus       | Mungos paludinosus rubellus       | O. Thomas & Wroughton, 1908 | Tambarara, dystrykt Gorongoza, na południe od rzeki Zambezi, zachodni Mozambik.  |
| A. p. rubescens      | Mungos paludinosus rubescens      | Hollister, 1912             | Kilimandżaro, na wysokości 4000 ft (1219 m), Tanzania.                           |
| * A. p. spadiceus    | Atilax paludinosus spadiceus      | Cabrera, 1921               | Cape San Juan, Gwinea Równikowa.                                                 |
| A. p. transvaalensis | Atilax paludinosus transvaalensis | Roberts, 1933               | Mokeetsi, na północ od Tzaneen, północno-wschodni Transwal.                      |

### Etymologia
- Atilax: gr. przedrostek negatywny α „bez”; θυλαξ thulax, θυλακος thulakos „worek”[33].
- paludinosus: nowołac. „bagienny”, od łac. palus, paludis „bagno”[34].
- macrodon: gr. μακρος makros „długi”[35]; οδους odous, οδοντος odontos „ząb”[36].
- mitis: łac. mitis „niegroźny, nieszkodliwy”[37].
- mordax: łac. mordax, mordacis „gryzący”[38].
- pluto: w mitologii rzymskiej Pluton jest władcą podziemi (tj. czarny)[39].
- robustus: łac. robustus „potężny, silny”, od robur, roboris „twarde drewno”[40].
- rubellus: łac. rubellus „czerwonawy, rudawy”, od ruber „czerwony”; przyrostek zdrabniający -ellus[41].
- rubescens: łac. rubescens, rubescentis „czerwonawy, rudawy, zarumieniony”, od rubescere „być czerwonawym”, od ruber „czerwony”[42].
- spadiceus: nowołac. spadiceus „kasztanowo-brązowy”, od łac. spadix, spadicis „koloru kasztana, koloru daktyla”, od gr. σπαδιξ spadix, σπαδικος spadikos „kolory palmy, laur”, od σπαω spaō „zrywać”[43].
- transvaalensis: Transwal (afr. Transvaal), Południowa Afryka[44].

## Zasięg występowania
Wanzyr błotny występuje we wschodniej, środkowej, zachodniej i południowej Afryce, zamieszkując w zależności od podgatunku:
- A. paludinosus paludinosus – południowa Południowa Afryka.
- A. paludinosus macrodon – Republika Środkowoafrykańska przez Demokratyczną Republikę Konga do Rwandy i Burundi.
- A. paludinosus mitis – Etiopia.
- A. paludinosus mordax – południowa Tanzania.
- A. paludinosus pluto – Senegal na wschód do Nigerii.
- A. paludinosus robustus – Czad, Sudan i Sudan Południowy.
- A. paludinosus rubellus – Malawi, Mozambik i Zimbabwe.
- A. paludinosus rubescens – Uganda, Kenia i północna Tanzania.
- A. paludinosus spadiceus – Kamerun na południe do Gabonu.
- A. paludinosus transvaalensis – Angola i Zambia na południe do północnej Południowej Afryki.

## Morfologia
Długość ciała samic 48,7 cm, samców 51,4 cm, długość ogona samic 33–40 cm, samców 31–41 cm, długość tylnej stopy samic 10,7–11,8 cm, samców 11–11,5 cm, długość ucha samic 3,2–3,7 cm, samców 3–4,5 cm; masa ciała samic 2,4–4,1 kg, samców 2,9–4 kg. Niewielkie zwierzę o ciemnobrązowym ubarwieniu z nieco jaśniejszą głową i spodem ciała, przystosowane do ziemno-wodnego trybu życia. Posiada uzębienie przystosowane do miażdżenia twardego pokarmu. Wzór zębowy: I {\displaystyle {\tfrac {3}{3}}} C {\displaystyle {\tfrac {1}{1}}} P {\displaystyle {\tfrac {3-4}{3-4}}} M {\displaystyle {\tfrac {2}{2}}} = 36–40.

## Ekologia
Rozmnaża się dwa razy w roku. W jednym miocie samica rodzi do trzech młodych (zwykle dwa). Gatunek terytorialny, wszystkożerny. Żywi się zwierzętami wodnymi, a w przypadku osuszenia zajmowanego terenu zjada zwierzęta lądowe oraz owoce. Spotykany pojedynczo.